# Эшельбронн
Эшельбронн — деревня, имеющая 2597 жителей, в районе Рейн-Неккар федеральной земли Баден-Вюртемберг, Германия. Находится недалеко от города Зинсгейм.

## История
Об Эшельбронне упоминают архивы монастыря города Лорш в 788—789 гг. К концу XIII века деревня стала собственностью епархии города Шпайер. В 1267 г. был построен деревянный замок, который перестроили в 1375 г в каменный, с окружающем рвом. В 1526 г. население приняло протестантизм. В 1807 году Эшельбронн стал частью Баденской области. В 1807 деревня вошла в район города Вайбштадт, а затем в район города Зинсгейм, который в 1813 году переименовали в район Рейн-Неккар.

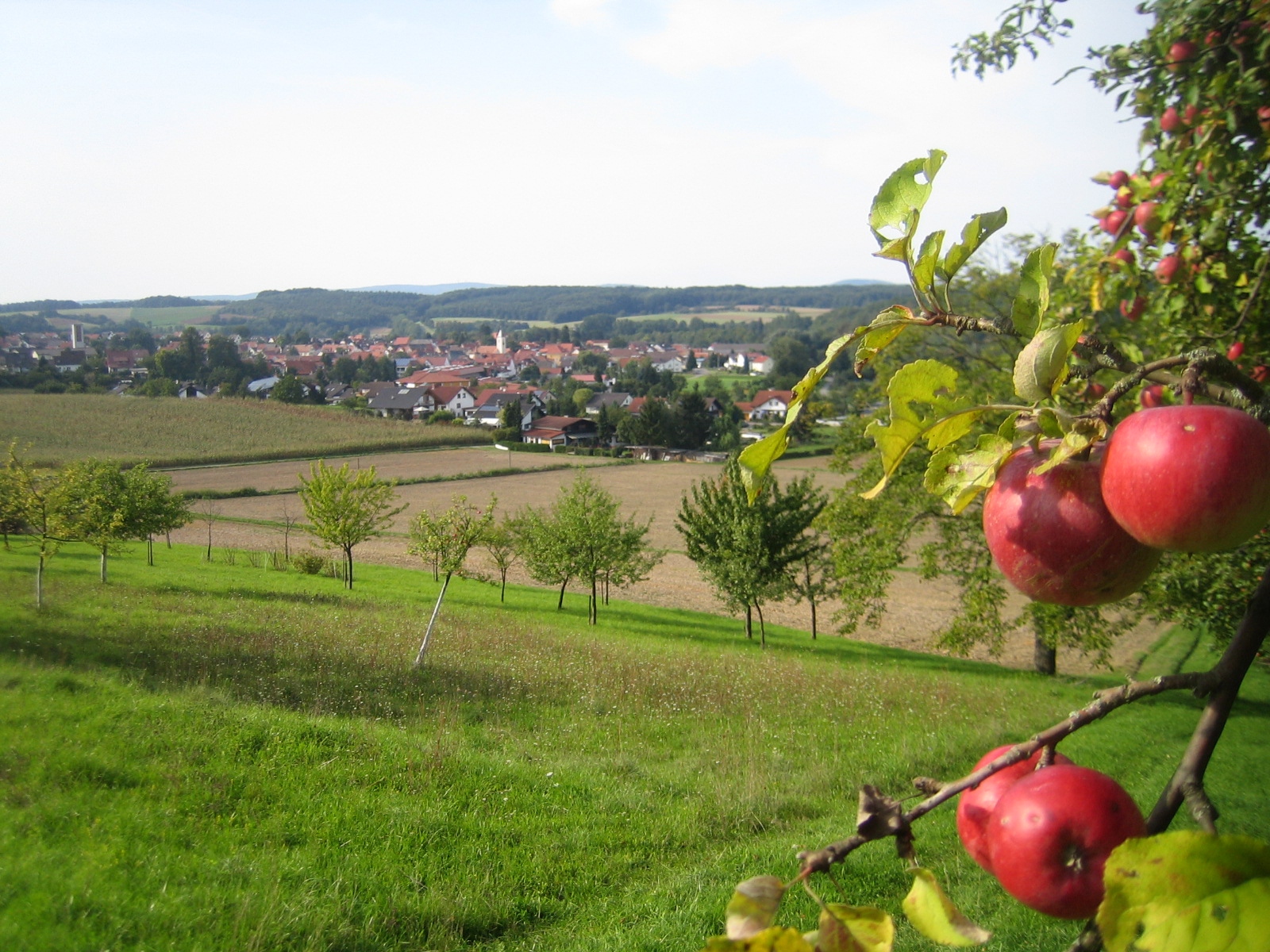
Эшельбронн

## Экономика
В прежнее время большинство жителей занималось сельским хозяйством. Однако в течение XVIII века стало более значимым ткацское производство. Начиная с конца XIX века Эшельбронн приобрел известность из-за своей мебельной промышленности.